# 馬里昂縣 (密蘇里州)
馬里昂縣（英語：Marion County）是位於美國密蘇里州東北部的一個縣，東隔密西西比河與伊利諾伊州相望。面積1,150平方公里。根據美國2000年人口普查，共有人口28,289人。縣治帕爾邁拉 (Palmyra)。
成立於1826年12月23日。縣名紀念美國獨立戰爭時期將領法蘭西斯·馬里昂 (Francis Marion)。